# Goualade
Goualade – miejscowość i gmina we Francji, w regionie Nowa Akwitania, w departamencie Żyronda.
Według danych na rok 1990 gminę zamieszkiwało 76 osób, a gęstość zaludnienia wynosiła 4 osób/km² (wśród 2290 gmin Akwitanii Goualade plasuje się na 1099. miejscu pod względem liczby ludności, natomiast pod względem powierzchni na miejscu 573.).